# Powiat Rokycany
Powiat Rokycany (czes. Okres Rokycany) – powiat w Czechach, w kraju pilzneńskiego. Jego siedziba znajduje się w mieście Rokycany. Powierzchnia powiatu wynosi 575,08 km², zamieszkuje go 45 576 osób (gęstość zaludnienia wynosi 79,26 mieszkańców na 1 km²). Powiat ten liczy 68 miejscowości, w tym 6 miast.
Od 1 stycznia 2003 powiaty nie są już jednostką podziału administracyjnego Czech. Podział na powiaty zachowały jednak sądy, policja i niektóre inne urzędy państwowe. Został on również zachowany dla celów statystycznych.

## Struktura powierzchni
Według danych z 31 grudnia 2003 powiat ma obszar 575,08 km², w tym:
- użytki rolne – 47,05%, w tym 74,14% gruntów ornych
- inne – 52,95%, w tym 81,06% lasów
- liczba gospodarstw rolnych: 296

## Demografia
Dane z 31 grudnia 2003:
| Opis        | Ogółem | Kobiety       | Mężczyźni     |
| ----------- | ------ | ------------- | ------------- |
| populacja   | 45 576 | 23 205 50,91% | 22 371 49,09% |
| średni wiek | 40     | 41,76         | 39,08         |

- gęstość zaludnienia: 79,26 mieszk./km²
- 54,23% ludności powiatu mieszka w miastach.

## Zatrudnienie
| Mieszkańcy ze stałym zatrudnieniem | 8626         |
| Średnia pensja miesięczna          | 15 117 koron |
| Bezrobotni                         | 1950         |
| Stopa bezrobocia                   | 8,31%        |

## Szkolnictwo
W powiecie Rokycany działają:
| Rodzaj szkoły                   | Liczba szkół |
| ------------------------------- | ------------ |
| Przedszkola                     | 20           |
| Szkoły podstawowe               | 19           |
| Gimnazja                        | 1            |
| Szkoły średnie techniczne       | 1            |
| Szkoły średnie ogólnokształcące | 2            |
| Szkoły wyższe                   |              |

## Służba zdrowia

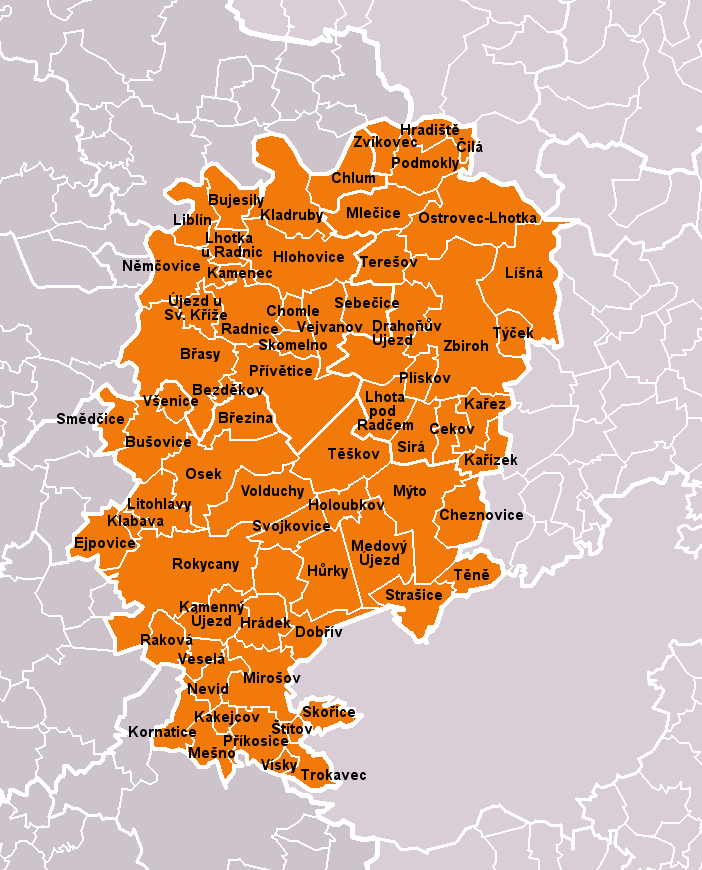
Powiat Rokycany

| Lekarze                               | 127 |
| Szpitale                              | 1   |
| Specjalistyczne ośrodki terapeutyczne | 1   |
| Gabinety dentystyczne                 | 21  |
| Apteki                                | 11  |